# 1. FSV Mainz 05
1. Fußball- und Sportverein Mainz 05, ou de forma abreviada Mainz 05, é uma agremiação esportiva alemã sediada e fundada a 16 de março de 1905 em Mogúncia, na Renânia-Palatinado. Participa da primeira divisão do Campeonato Alemão, a Bundesliga. Além do departamento de futebol, possui seções de andebol e tênis de mesa.

## História

### Primeiros anos
A ideia inicial era de se abrir um clube de carnaval, a razão da atribuição do apelido de Karnevalsverein. Em 1903, houve a primeira tentativa de se fundar o clube na cidade de Mogúncia, mas dois anos depois, houve a criação bem-sucedida do 1. Mainzer Fussballclub Hassia 1905, sendo considerado o início do Mainz 05, mas apenas se inscreveu na Federação Alemã de Futebol na Páscoa de 1906. Não se há certeza sobre a certeza sobre o dia exato da fundação do clube, mas fontes pós-guerra afirmam que foi no dia 16 de março de 1905. Seu primeiro jogo foi contra o FC Germania Gustavsburg, perdendo de 5 a 3 (no centenário do clube, os times se reencontraram e o Mainz venceu de 14 a 0). Depois de 6 anos na Fußballverband Süddeutschen (Liga Alemã do Sul), o clube se fundiu com o FC Hermannia 07. Outra fusão, após a Primeira Guerra Mundial, em 1919, aconteceu com o Sportverein 1908 Mainz, à qual resultou na formação do 1. Mainzer Fußball-und Sportverein 05. A equipe se tornou sólida e venceu vários campeonatos regionais no período entre-guerras, se classificando para a rodada de abertura do campeonato nacional, em 1921, após vencer a Kreisliga Hessen.

### Sob o domínio do Terceiro Reich

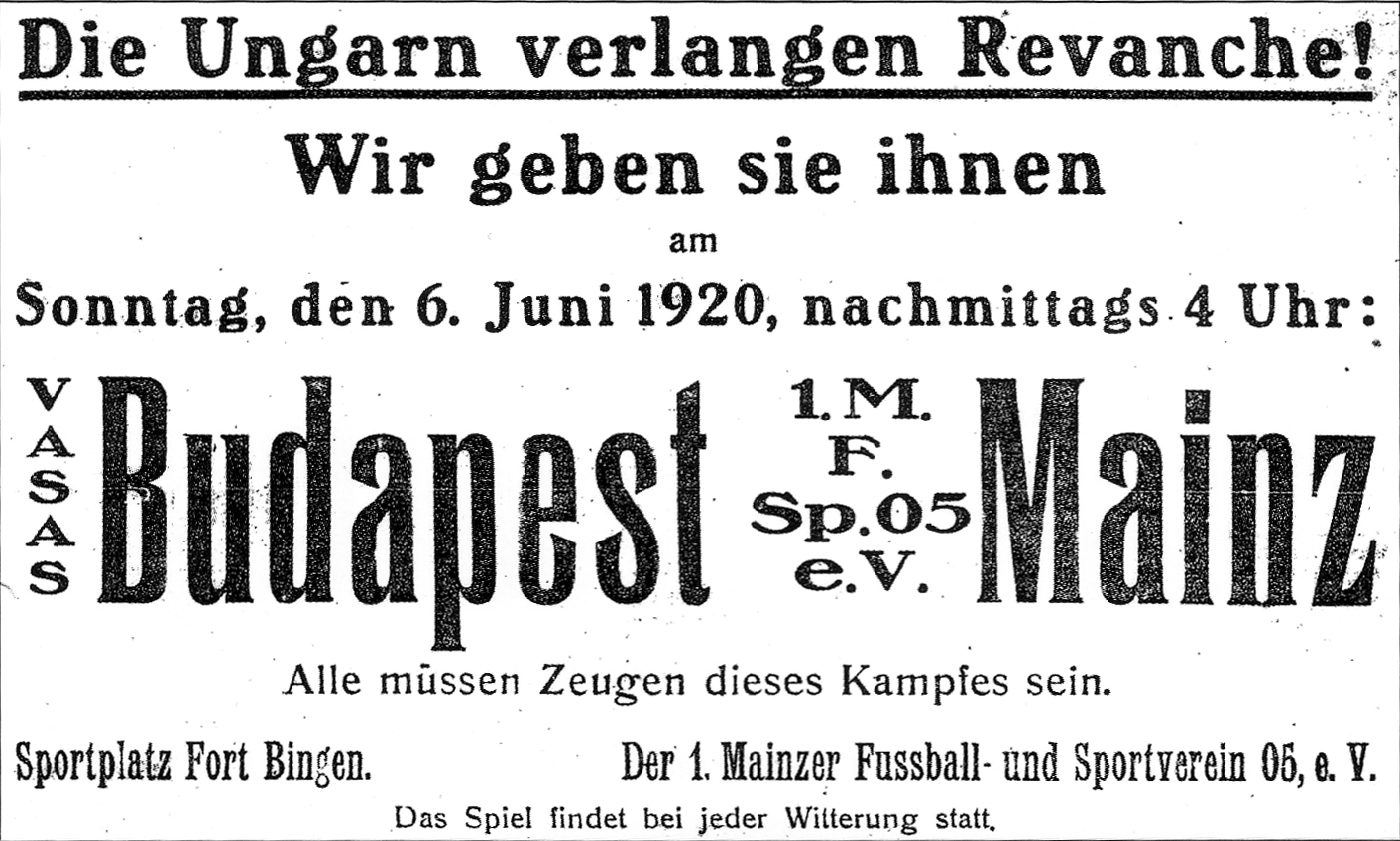
Ingresso para o jogo entre o Mainz 05 e o Vasas Budapest

No final de 1920 e início dos anos 1930, o clube conquistou bons resultados na Bezirksliga Main-Hessen, Grupo Hessen, incluindo os primeiros lugares em 1932 e 1933. O clube teve seu primeiro destaque internacional no amistoso contra a equipa húngara Vasas Budapest, em junho de 1920, marcando o início da era de ouro do Mainz. O triunfo qualificou o time a um posto na Gauliga Südwest, uma das dezesseis novas ligas de primeira divisão formadas a partir da reorganização do futebol alemão sob a égide do Terceiro Reich. O Mainz só conseguiu se manter nesse módulo por uma única temporada, sendo logo rebaixado. Em 1938, houve uma fusão forçada com o Reichsbahn SV Mainz, e o time passou a atuar como Reichsbahn SV Mainz 05 até o final da Segunda Guerra Mundial.

### Longa marcha para a Bundesliga

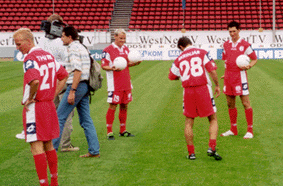
Atletas do Mainz em 2001.

Depois da guerra, a equipe mais uma vez se juntou às fileiras superiores da liga. Passou a integrar a Oberliga Südwest, mas promovendo campanhas de médio porte. O time integrou a primeira divisão até a fundação da nova liga profissional, a Bundesliga, em 1963, e passaria a ser um clube de segunda divisão na maior parte das quatro décadas seguintes. Por conta de uma série de problemas de ordem financeira, a equipe caiu no final dos anos 1970 ao fim dos 1980 para a Amateur Oberliga Südwest (III). Contudo, o Mainz se sagrou campeão alemão amador em 1982.
A equipe voltou a jogar profissionalmente ao conseguir a promoção à 2. Bundesliga para uma única temporada, em 1988, com Bodo Hertlein como presidente. Inicialmente, o time foi candidato ao rebaixamento perene, lutando arduamente cada temporada para evitar o descenso. No entanto, o pouco ortodoxo treinador Wolfgang Frank adotou uma defesa de zona plana de quatro, em oposição a então popular defesa de marcação que utilizava um líbero.
O Mainz falhou em três tentativas de voltar à primeira divisão em 1997, 2002 e 2003, mas a equipa marcou o país com seu slogan Wir sind nur ein Karnevalsverein (Somos apenas um clube de carnaval). Com o quarto lugar, terminou fora da zona de promoção. A ascensão ocorreu somente, em 2004, sob a liderança do treinador Jürgen Klopp. A equipe jogou três temporadas na primeira divisão. O Mainz garantiu o acesso após vencer por 4 a 0 o Oberhausen, a 24 de maio de 2009. O time também ganhou um lugar na Copa da UEFA, temporada 2005-2006, em sua temporada de estreia na Bundesliga como condidato da Alemanha pelo critério "Fair Play". Devido à capacidade limitada no estádio Bruschweg, os jogos em casa da taça europeia foram transferidos para Frankfurt, o Commerzbank-Arena. Após vencer Mika FC e Keflavík IF, na fase pré-eliminatórias, o Mainz foi eliminado pelo eventual campeão Sevilla por 2 a 0 na primeira fase.

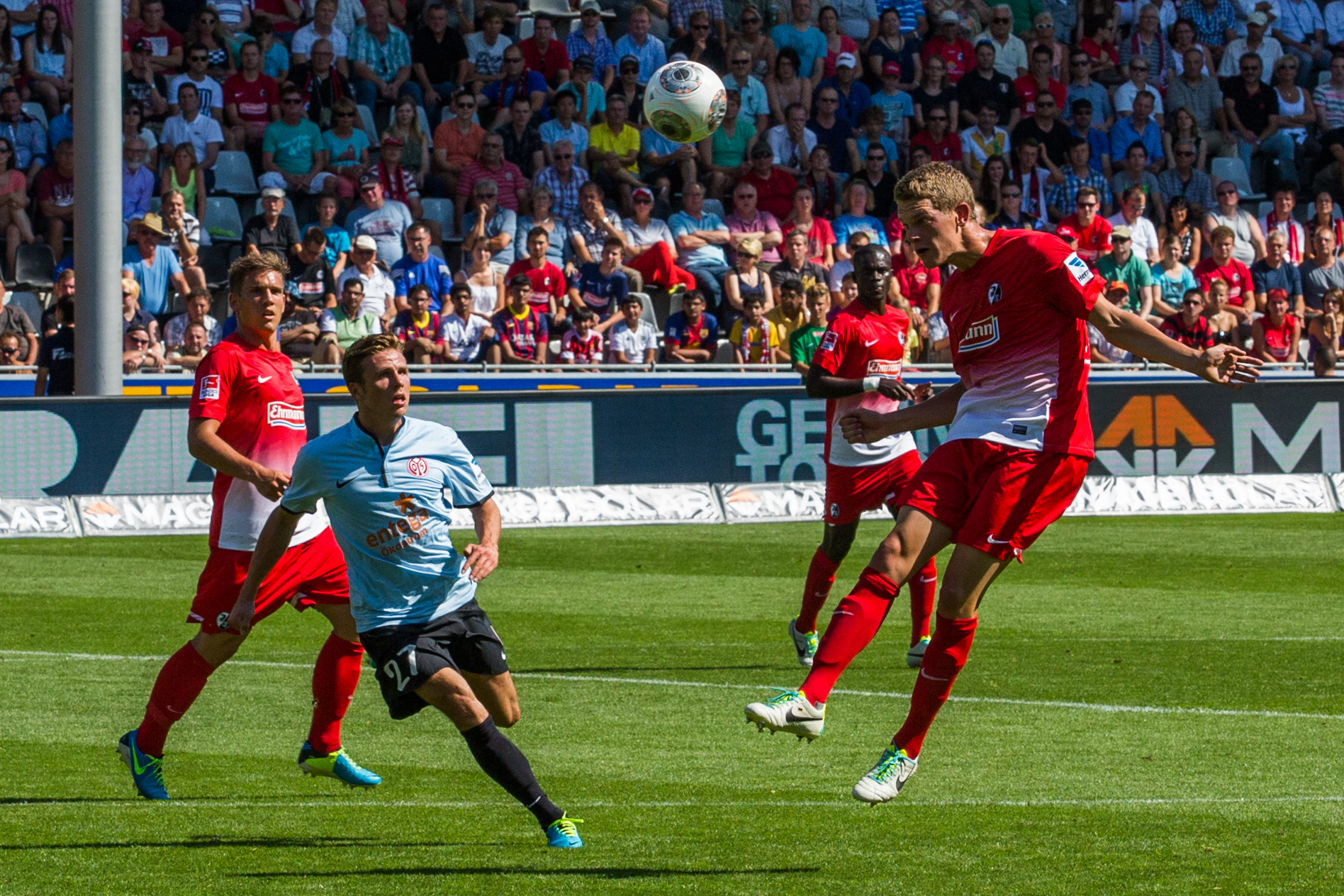
Jogo entre o Mainz 05 e SC Freiburg no dia 17 de agosto de 2016.

Na temporada 2010-2011, o time conseguiu o recorde de vitórias na Bundesliga ao ganhar sete na temporada. O time terminou em quinto lugar, posto suficiente para lhe garantir a sua segunda entrada na Liga Europa. Em 2015 permaneceu em sexto na Bundesliga, garantindo sua classificação na Liga Europa da UEFA de 2016–17. Durante os amistosos de inverno, o Mainz marcou uma goleada no Liverpool de 4-0, logo depois do time ganhar do FC Barcelona pelo mesmo placar, havendo estimativas de como seria o jogo contra os espanhóis.

## Títulos
Meister der Amateure:
Campeão: 1982
Erster der Oberliga Südwest und Aufstieg:
Campeão: 1988

## Retrospecto nas Copas Europeias
- Q=Qualificatórias

| Temporada | Competição         | Fase | País     | Clube                       | Casa  | Fora  | Placar agregado           |
| --------- | ------------------ | ---- | -------- | --------------------------- | ----- | ----- | ------------------------- |
| 2005/06   | UEFA Cup           | Q1   | Arménia  | Mika Ashtarak               | 4 a 0 | 0 a 0 | 4 a 0                     |
| 2005/06   | UEFA Cup           | Q2   | Islândia | Knattspyrnudeild Keflavíkur | 2 a 0 | 2 a 0 | 4 a 0                     |
| 2005/06   | UEFA Cup           | 1    | Espanha  | Sevilla                     | 0 a 2 | 0 a 0 | 0 a 2                     |
| 2011/12   | UEFA Europa League | Q3   | Romênia  | Gaz Metan Mediaș            | 1 a 1 | 1 a 1 | 2 a 2 , 3 a 4* (pênaltis) |

## Elenco
Atualizado em 08 de fevereiro de 2025.
Legenda
- : Capitão
- : Jogador suspenso
- : Jogador lesionado

### Mainz 05 II
O Mainz 05 II é a equipa reserva do Mainz, que disputa a 3. Fußball-Liga alemã. A equipa possui esse nome desde 2005 e seu mando é o Stadion am Bruchweg.

## Histórico de treinadores
| Nome               | Duração      | Nome                | Duração         | Nome              | Duração        |
| Tibor Hesser       | 1926/1927    | Horst Zaro          | 1966–11/1966    | Josip Kuže        | 1992–10/1994   |
| Atwood             | 1928/1929    | Walter Sonnenberger | 12/1966–1967    | Hermann Hummels   | 10/1994–4/1995 |
| Julius Etz         | 1929/1930    | Erich Bäumler       | 1967/1968       | Horst Franz       | 4/1995–9/1995  |
| Paul Oßwald        | 1933/1934    | Karl-Heinz Wettig   | 1968/1969       | Wolfgang Frank    | 9/1995–3/1997  |
| Clemens Weilbächer | 1936/1937    | Erich Gehbauer      | 1969–1971       | Reinhard Saftig   | 3/1997–8/1997  |
| Helmut Schneider   | 1946–1948    | Bernd Hoss          | 1971–1974       | Didi Constantini  | 9/1997–4/1998  |
| Albert Heitz       | 1948–1950    | Uwe Klimaschefski   | 1974–9/1974     | Wolfgang Frank    | 4/1998–4/2000  |
| Berno Wischmann    | 1950–10/1950 | Gerd Menne          | 10/1974–12/1975 | Dirk Karkuth      | 4/2000–6/2000  |
| Hans Geiger        | 10/1950–1952 | Horst Hülß          | 1/1976–1980     | René Vandereycken | 6/2000–11/2000 |
| Georg Bayerer      | 1952/1953    | Herbert Dörenberg   | 1980–3/1983     | Eckhard Krautzun  | 11/2000–2/2001 |
| Emil Izsó          | 1953–12/1954 | Lothar Emmerich     | 3/1983–1984     | Jürgen Klopp      | 2/2001–6/2008  |
| Gerd Higi          | 1/1955–1957  | Horst-Dieter Strich | 1984–1988       | Jørn Andersen     | 7/2008–8/2009  |
| Josef Kretschmann  | 1957–1959    | Horst Hülß          | 1988–2/1989     | Thomas Tuchel     | 8/2009–5/2014  |
| Heinz Baas         | 1959–1966    | Robert Jung         | 2/1989–1992     | Kasper Hjulmand   | 7/2014–2/2015  |

## Estádio

### Mewa Arena
O actual estádio oficial do 1. FSV Mainz é o Mewa Arena, que possui capacidade de 34.000 pessoas, possui dimensão de 105x68 metros e piso de relva natural. O estádio foi construído em 2009 visando permitir a jogabilidade em baixas temperaturas e facilitar o acesso dos adeptos. Atualmente o estádio chama-se OPEL ARENA por questões de patrocínio.

### Stadion am Bruchweg

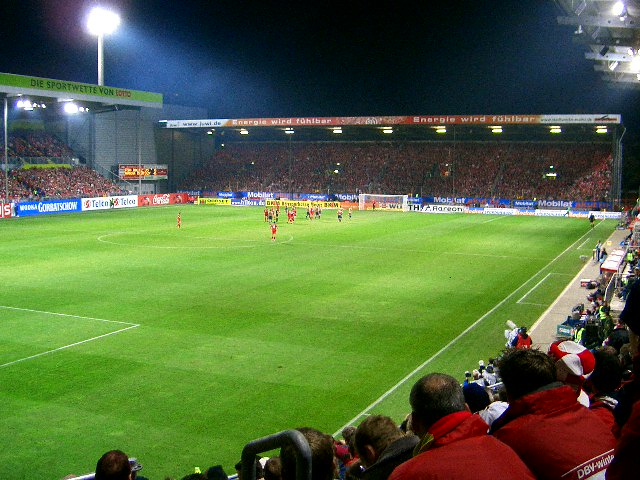
Visão do Stadion am Bruchweg

O Stadion am Bruchweg foi o primeiro estádio do Mainz, sendo construído em 1929, possuindo uma capacidade de 13.508 pessoas. O estádio possui relva natural e possui uma área de 102x68 metros e aquecimento. Atualmente, após a construção da  Arena, o estádio passou a sediar os jogos do Mainz 05 II.

## Torcida
O time possui 13.500 sócios,[carece de fontes?] que possuem direitos como assistir jogos com desconto, atividades sociais, intercâmbios com jovens, consultoria familiar, entre outros.
Seu grupo principal de ultras são os Ultras Q-Block, referente ao local do estádio que se localizam (setor Q). Suas cores são vermelho, dourado e branco. O caráter político da região é majoritariamente de esquerda, apoiando movimentos como Black Lives Matter e serem completamente contra movimentos neonazistas.

### Claques organizadas
O clube consta com 20 claques organizadas, sendo a maioria localizada na cidade de Mogúncia, mas também há em outras cidades e países.
| Nome da claque                        | Cidade ou País   |
| ------------------------------------- | ---------------- |
| 05 Dynamite                           | Mogúncia         |
| 05 Indjoner                           | Mogúncia         |
| 05-Fanclub "zum goldenen Lamm"        | Bodenheim        |
| 05er - Eue                            | Gau-Algesheim    |
| 05er Eisgrub-Gesellen                 | Mogúncia         |
| 05er Fanclub Kleine Hexe              | Ginsheim         |
| 05er Freunde Nahetal                  | Bad Kreuznach    |
| 05er Freunde Roud Léiwen Lëtzebuerg   | Luxemburgo       |
| 05er Hirnstürmer                      | Bad Kreuznach    |
| 05er Homeground Support               | Mogúncia         |
| 05er im Schatten des Doms             | Bischofsheim     |
| 05er Löwen                            | Wörrstadt        |
| 05er-Lange Eck Idar-Oberstein         | Idar-Oberstein   |
| 05TBLOCK                              | Leipzig          |
| 1. Alzeyer Lehrerfanclub Rotstifte 05 | Mogúncia         |
| Abenteuer 05                          | Nackenheim       |
| ABS                                   | Mogúncia         |
| Absolut Humbas                        | Ginsheim         |
| Achtung Mainz                         | Mogúncia         |
| Alla Hopp                             | Groß-Winternheim |

### Rivalidades e clássicos
O Mainz 05 possui duas grandes rivalidades. A primeira delas com o 1. FC Kaiserslautern. Este derby surgiu fundamentalmente, da localização dos dois times: o Mainz estando na Renânia (em alemão:  Rheinland) e o Kaiserslautern estando no Palatinado (em alemão: Rheinland-Pfalz) e essas duas regiões compõem o estado Renânia-Palatinado (em alemão: Rheinland-Pfalz). A segunda grande rivalidade é com o Eintracht Frankfurt e ela surgiu da proximidade de 40km entre as duas cidades.